# John Sirica
John Joseph Sirica (ur. 19 marca 1904, zm. 24 sierpnia 1992) – amerykański prawnik, który był głównym sędzią w sądzie okręgowym Dystryktu Kolumbii w Stanach Zjednoczonych. Zyskał sławę dzięki roli głównego sędziego podczas procesu dot. afery Watergate. Zdobył uznanie narodu, naciskając na prezydenta Nixona o udostępnienie sądowi nagrań z rozmów toczących się w Białym Domu.
Zaangażowanie się Siriki w sprawę miało miejsce podczas procesu uczestników włamania do siedziby Partii Demokratycznej. Sirica nie wierzył zeznaniom włamywaczy, którzy twierdzili, że działali samodzielnie i na własną rękę. Udało mu się ich przymusić do wskazania inicjatorów akcji. Za sukcesy w prowadzeniu sprawy Watergate Sirica został uhonorowany przez magazyn „Time” tytułem Człowieka Roku 1973.

## Życiorys
Sirica urodził się w Waterbury w stanie Connecticut. Jego rodzicami byli imigranci z Włoch. Do Waszyngtonu trafił w 1918 roku. Tam uczęszczał do Szkoły Przygotowawczej im. Emersona, a później przeniósł się do Szkoły Przygotowawczej Stanu Kolumbia. Sirica uzyskał tytuł doktora prawa (Juris Doctor) na Wydziale Prawa Uniwersytetu Georgetown. Wcześniej uzyskał licencjat na Uniwersytecie Duke’a.
Sirica był republikaninem. Do objęcia urzędu w sądzie został wyznaczony w 1957 roku przez prezydenta Dwighta Eisenhowera. Przed procesem związanym z aferą Watergate kariera Siriki nie rozwijała się w szczególnie dynamiczny sposób.
Pisarz Joseph C. Goulden napisał książkę o sędziach federalnych, Benchwarmers (tłum. zagrzewacze ław). W publikacji tej zwrócił uwagę na fakt, że sędziowie współpracujący z Siricą krytycznie wypowiadają się na temat jego sędziowskich umiejętności. Wielu z nich narzekało na jego charakter i wynikające z niedbałości błędy w egzekucji prawa. Ze względu na orzekanie wobec oskarżonych najwyższych dopuszczalnych przez prawo wymiarów kary zyskał sobie przydomek „Maximum John”.
W 1986 roku przeszedł na emeryturę. Zmarł w 1992 roku w wieku 88 lat. 
Sirica opisał swój wkład w badanie afery Watergate w publikacji To Set the Record Straight (1979).